# 気密性
気密性（きみつせい、英: air tightness）とは、密閉した気体が外部に洩れない、または減圧した内部に気体が流入しない性質を言う。

## 具体例

### 部品
気密性のある風船の中に空気を入れ膨張させたものは、適度な強度と反発力を持つ。サッカーやバスケットなどのボールは、内部にあるゴム製の内袋に空気を入れ方向性を持たない反発力を持たせた例になる。これらは靴のかかとのクッションや空気ばね等にも応用されている。
飛行船やアドバルーンなどは風船内外の比重差を利用したものだが、ここでも軽い気体を封じ込めるために気密性が重要となる。

### 機械・機関
熱エネルギーを運動エネルギーに変換する機関は、温度と気体の体積との相関関係を利用しているため、気密性が重要な要素となる。ガソリンエンジンなどの内燃機関では、可燃混合気に着火し燃焼させることで体積を急激に膨張させた気体がシリンダー内のピストンを押し出し、運動エネルギーに変換している。このとき、シリンダー容器内から気体が漏れるようでは効率が悪くなるため、ピストン部にパッキングを施したりクリアランスを調整することで気密性を高めている。
冷蔵庫・エアコンのように気体の減圧を利用する装置の場合は、圧力を変化させるコンプレッサー部と、実際に脱熱を行う部分とを分ける必要がある。そのため、全体を連結する管路を含めて気密性を持たさなければならない。この概念を大規模にしたものに化学プラントがある。ただしその目的は多種多様な条件設定に及び、容器内の圧力を減圧弁により加圧、減圧し、パイプライン（配管）、調節弁、コントロールバルブで配管を結合したプラント間のネットワークなどは、高度な気密性が求められる。

### 容器
気体は一般に、圧力による体積変化が大きい（ボイルの法則）。ガスボンベは常圧下では膨大な体積となる気体を高圧下に封止しコンパクトにしたものである。スプレー缶は圧縮された気体の圧力を利用してごく狭い開放部から液体を噴霧している。どちらも、使用しない時には内部の高圧ガスを密閉しておかなければならず、気密性とともに内側からの圧力に耐える性能が要求される。常温常圧で液体や固体の物質であっても、蒸気圧の高いものを運搬・保管する場合には同様の気密性が求められる。
食品包装の分野では、外気との接触を避け腐敗や劣化を防ぐため、また乾燥剤や脱酸素剤の能力を活かすために気密性を求められる包装がある。気密性に優れた缶や瓶、またプラスチックフィルムを包装袋として使用している。開口部はシール材や溶着によって閉じる。
また、発泡性飲料などは炭酸ガスが抜けてしまわないように王冠やプルトップ、さらには瓶や缶など本体にも耐圧性を持たせる必要がある。

### 環境
文明の発達により、人間が本来生存できない領域に進出している例は多い。頻度の多い例では航空機があり、最も厳しい外部環境の例では宇宙空間の活動や深海探査船がある。このような乗物は内部で人間が生存できる環境を維持するために気密性が求められる。
また、列車がトンネルを通過する際、気密性が低いと車内の気圧に急激な変化が生じるため、高速でトンネルに突入する新幹線車両では特にドアや窓枠、連結部を気密性の高い構造にし、気圧の維持に努めている。それでも完全に一定を保つのは難しく、鼓膜に変化をきたしてしまうことが多い。
気密性が注目される例として住宅がある。冷暖房の効率は主に部屋の大きさ・気密性・断熱性に左右されるため、高い気密性を有し、冷暖房費が少なくすむことを謳った省エネルギー住宅も近年多く売り出されている。